# رية تربكية
رِيَة تربكية أو روْحَاء تربيكة (الاسم العلمي:Pterocnemia tarapacensis) هو نوع من الطيور يتبع جنس الريا من فصيلة الرياوية.